# Javorský Beskyd
Javorský Beskyd je geomorfologický podcelek Kysuckých Beskyd. Nejvyšší vrch podcelku je Skalanka, dosahující výšky 866 m n. m.

## Vymezení
Podcelek zabírá severní část pohoří a od zbytku Kysuckých Beskyd ho odděluje údolí Oščadnice. Na slovenském území sousedí na severu s Jablunkovským mezihořím, na západě s Hornokysuckým podolím (podcelek Turzovské vrchoviny ), na jihu s Krasňanskou kotlinou (podcelek Kysucké vrchoviny) a stejným směrem pokračuje pohoří podcelkem Rača. 

## Významné vrcholy
- Skalanka - nejvyšší vrch území (866 m n. m.)
- Javorské (860 m n. m.)
- Liesková (849 m n. m.) [2]